# Сильно взаимодействующие массивные частицы
Сильно взаимодействующие массивные частицы (SIMP) — гипотетические частицы, которые сильно взаимодействуют между собой и слабо с обычной материей и могут образовывать гипотетическую тёмную материю. Эта гипотеза основывалась на наблюдениях взаимодействующих галактик в кластере Abell 2827, однако с тех пор была поставлена под сомнение дальнейшими наблюдениями и моделированием кластера.
Сильно взаимодействующие массивные частицы были предложены в качестве решения проблемы космических лучей сверхвысоких энергий и отсутствия охлаждающих потоков в скоплениях галактик.
Различные эксперименты и наблюдения начиная с 1990 года выявили ограничения на существование тёмной материи, состоящей из SIMP.
Аннигиляция SIMP должна приводить к значительному тепловому эффекту. Эксперимент DAMA установил пределы энергии частиц SIMP для кристаллов NaI(Tl).
Измерения избытка тепла Урана исключают наличие частиц SIMP с массой в пределах от 150 МэВ до 104 ГэВ. Тепловой поток Земли существенно ограничивает любое поперечное сечение.